# Julius Eggeling
Hans Julius Eggeling, född 1842 i Anhalt, död den 3 mars 1918, var en tysk-brittisk indolog. 
Eggeling blev 1872 professor i sanskrit vid University College i London och 1875 professor i sanskrit och jämförande indoeuropeisk språkvetenskap vid Edinburghs universitet. Han blev emeritus 1914. Eggeling författade bland annat en avhandling om en kommentar till "Rigveda praticakhya" (i Friedrich Max Müllers upplaga, 1869) och artikeln Brahmanism och Sanskrit language and literature i 9:e upplagan av "Encyclopedia britannica", upprättade kataloger över sanskritmanuskript i Royal asiatic society (i dettas "Journal", ny serie VIII, 1875; tillsans med Cowell) och India Offices bibliotek (1887-1889) samt lämnade en översättning - Eggelings viktigaste arbete - av "The Shatapatha-Brahmana" (i "Sacred books of the East", band 12, 26, 41, 43, 44, 1882-1900).